# Siebenhaut
Siebenhaut ist ein Märchen (AaTh 433 B). Es steht in Ludwig Bechsteins Neues deutsches Märchenbuch an Stelle 49 und basiert auf Die Schlange in Ignaz und Josef Zingerles Kinder- und Hausmärchen aus Süddeutschland von 1854.

## Inhalt
Ein Graf behandelt seine Frau schlecht, nennt sie „glatte Schlange“, weil sie kein Kind haben. Als sie doch schwanger wird, aber eine Schlange gebiert, verbannt er sie in ihre Gemächer, wo sie das Tier aufzieht und träumt, dass ihr Sohn der Beschimpfung wegen diese Gestalt annahm. Nach 20 Jahren beginnt er zu sprechen und verlangt eine Frau. Ihre Heiratsgesuche schlagen fehl, da beredet sie die Hühnermagd, die zuerst auch ablehnt. Gemäß dem Rat eines Engels, der ihr im Traum erscheint, erwidert sie in der Brautnacht seinen Aufforderungen, sich auszuziehen, nein, er solle sich ausziehen. Die braune Schlange häutet sich sieben Mal, erscheint grün, himmelblau, rosenrot, silbern, golden, wie ein Regenbogen und schließlich als junger Mann.

## Herkunft
Bechstein gibt an, dass er Zingerles Vorlage etwas kürzte, und vergleicht Nr. 34 Das blaue Flämmchen. Zingerle erzählt länger, wie das „Hennenmädl“ erst ablehnt und sein Marienbild fragt. Bechstein bindet das Märchen in die Rahmenhandlung von Nr. 46 Schlange Hausfreund ein. Ein Traum der Mutter leitet die Verwandlung ein, einer der Braut die Erlösung. Dazu die spöttischen Reden, einen goldenen Schlangenring usw. lasse man sich gefallen, doch eine um den ganzen Leib sei „nicht zu tragen“, der bodenständige Einwand der „Dirne“: „Was kann mir mit einem Schlankel gedient sein? Solch einer frißt nur und arbeitet nicht! Ich finde wohl noch einen Freier, der Händ und Füß hat!“
Das Ausziehen ist wie bei König Lindwurm in Svend Grundtvigs Gamle danske Minder i Folkemunde 1854, Band 1, Das Schlangenkind in Johann Georg von Hahns Griechische und albanesische Märchen 1864, Teil 2, Nr. 100. Vgl. bei Basile Die Schlange, bei Grimm Das singende springende Löweneckerchen, Hans mein Igel, bei Straparola Galeotto, Biancabella.